# Sydney Galès
Sydney Galès (Túnis, 1 de novembro de 1943) é um físico nuclear francês.
Foi diretor do Grand Accélérateur National d'Ions Lourds em Caen, de 1 de julho de 2005 a 31 de dezembro de 2011, sucedido por Florent Staley.

## Prêmios e condecorações
- Medalha de bronze do CNRS, 1978
- Cavaleiro da Ordem Nacional do Mérito (França), 1997
- Prêmio Félix Robin, 2014[3]